# Justin de Selves
Pour les articles homonymes, voir Selve.
Justin Germain Casimir de Selves, né le 19 juillet 1848 à Toulouse (Haute-Garonne) et mort le 13 janvier 1934 dans le 7e arrondissement de Paris (Seine), est un homme d'État français. Il est notamment ministre des Affaires étrangères de 1911 à 1912, ministre de l'Intérieur en 1924 et président du Sénat de 1924 à 1927.

## Biographie
Justin Germain Casimir de Selves est le fils de Jacques Joseph Gustave de Selves, entreposeur à la Manufacture des tabacs au magasin de Damazan (Lot-et-Garonne), et de Marie Élisa Zoé de Saulces de Freycinet, sœur de Charles Louis de Saulces de Freycinet (1828-1923).
Il fait ses études à Montauban et à Agen et devient docteur en droit. Il termine ses études d'avocat lorsqu'éclate la Guerre franco-prussienne de 1870. Le 18 mars 1870, il est lieutenant dans la deuxième armée de la Loire au 21e corps d'armée commandée par le général Jaurès, dans la 3e division d'infanterie du général de Villeneuve et du général Guillon, à la 1re brigade du lieutenant-colonel Stephani, comme lieutenant au 1er bataillon du 78e régiment de gardes mobiles du Lot-et-Garonne.
Le 18 décembre 1870, il est nommé capitaine, après les combats de Chartres du 21 octobre 1870.
Il est ensuite le secrétaire de son oncle maternel et frère de sa mère Charles Louis de Saulces de Freycinet (1828-1923), sénateur de la Seine 1876-1920, président du Conseil en 1880, 1882, 1886, 1890, 1891, membre de l'Académie française, il joua un rôle important dans la carrière de Justin Germain Casimir de Selves qui était délégué du Gouvernement de la Défense nationale envoyée à Tours pour coordonner l'action en province sous les ordres d'Adolphe Crémieux, ministre de la Justice, accompagné par Alexandre Glais-Bizoin et l'amiral Fourichon. Il était appelé à la direction des services administratifs au ministère de la Guerre, où son oncle Charles de Freycinet était délégué, à Tours.
En janvier 1871, devant l'avance des armées allemandes, il suit le Gouvernement de la Défense nationale qui se replie à Bordeaux et est chargé, dans cette ville, de la direction de la sous-intendance, comprenant Toulouse, Montauban et Aurillac (1870-1871).
Après la Guerre franco-prussienne de 1870, Justin de Selves, qui est docteur en droit à la faculté de Toulouse, s'inscrit au barreau de Montauban de 1871 à 1880. Il occupa bientôt, dans ce chef-lieu, une des premières places et devient bâtonnier de l’ordre des avocats (1878-1880).
Il est conseiller municipal de Montauban de 1878 à 1880. Préfet de Tarn-et-Garonne du 6 mars 1880, à 1882 en remplacement de M. Mercadier, préfet de l'Oise  du 1er mai 1882, au 16 mai 1882, préfet de Meurthe-et-Moselle par décret du 25 avril 1885,, installé le 1er mai 1885, préfet de la Gironde par décret du 8 septembre 1885 au 21 janvier 1890 en remplacement d'Eugène Schnerb, nommé préfet de Meurthe-et-Moselle. Installé le 23 septembre 1885.
Il est remplacé à la préfecture de la Gironde par suite de sa nomination, le 21 janvier 1890, aux fonctions de directeur général des Postes et Télégraphes,.
« Je vous quitte, non sans un réel chagrin, profondément affectionné à votre département, aux grands intérêts qu'il représente, à sa population toujours bienveillante à mon égard.
Il est nommé directeur général des Postes & Télégraphes le 21 janvier 1890 à 1896. En cette qualité, Justin de Selves, peu de temps après son installation, préside la Conférence internationale qui se tient à Paris du 1er mai au 15 juin 1890. En 1891, il représente la France au congrès postal universel de Vienne, où il préside la commission des colis postaux, valeurs déclarées, livrets d’identité etc.
Préfet du département de la Seine, nommé par le cabinet Jules Méline, par décret du 23 mai 1896, jusqu'en juin 1911 en remplacement d'Eugène Poubelle, il est nommé préfet honoraire et admis à la retraite par décret du 13 juillet 1911.
En 1897, il fonde la Commission du Vieux Paris, instituée par arrêté du 18 décembre 1897, dont il fut président, et créa les collections du Petit Palais.
Le 6 juillet 1902, il inaugure le Monument à Rouget de L'Isle à Choisy-le-Roi, qui avait été commandé par souscription nationale le 23 juillet 1882.

Blason de la famille de Selves
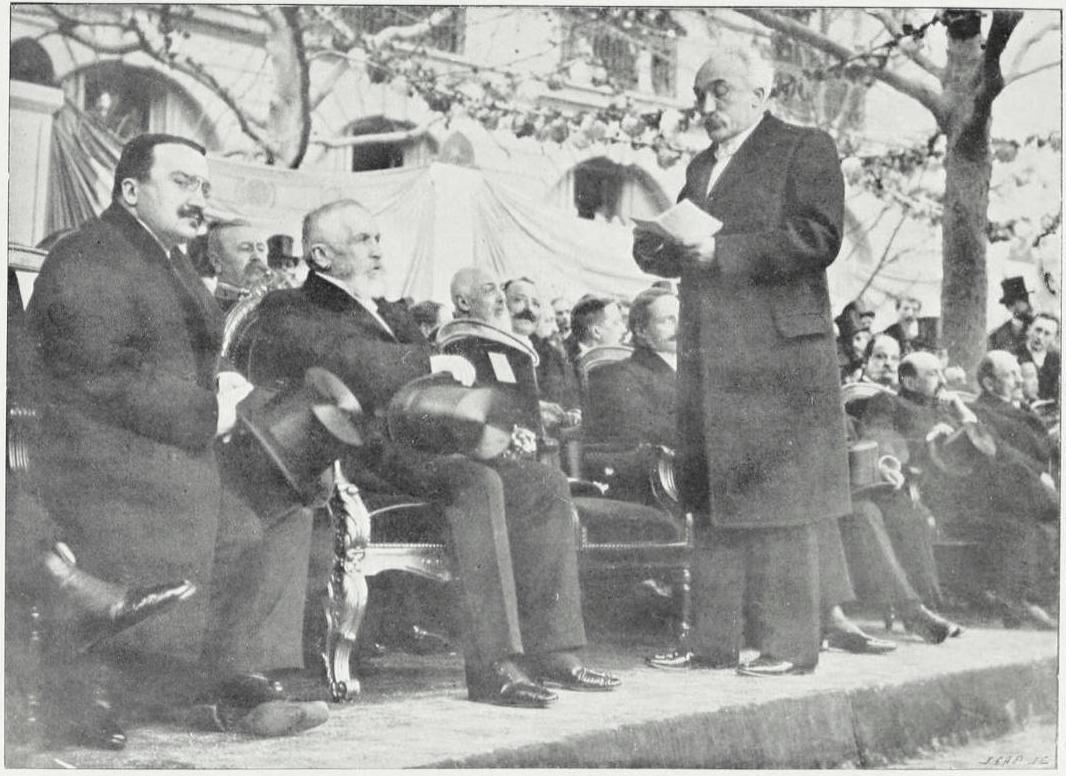
1902, Inauguration du Monument à Victor Hugo, place Victor Hugo, Paris 16e. (debout)

Il inaugure le Monument à Victor Hugo, place Victor-Hugo à Paris 16e en 1903.
Il est président d'honneur de la Confrérie artistique des écoliers de Paris en 1903, et président du jury du Concours musical de la Ville de Paris en 1904.
Il inaugure l'École horticole de Plessis-Piquet et la route reliant le Plessis à Robinson, le 14 juin 1909. De 1910 à 1920, il devint membre de l'Institut de France où en tant qu'académicien libre, il siégea à l'Académie des beaux-arts, section de musique, au fauteuil no 9 et eu pour successeur René Baschet (1860-1949).
Sénateur de Tarn-et-Garonne du 3 janvier 1909 à 1927, pendant lequel il fit le rapport pour la probation de la convention de Madrid sur le Maroc en 1913, il représente le canton de Verdun-sur-Garonne au conseil général de 1912 à 1924 ; réélu le 11 janvier 1920 jusqu’à 1927. Fin de mandat le 8 janvier 1927, battu aux élections sénatoriales du 9 janvier 1927.
Il occupa ensuite plusieurs fonctions au sein du gouvernement de la République sous la présidence d'Armand Fallières : ministre des Affaires étrangères, 130 rue de l'Université (Paris) dans le cabinet de Joseph Caillaux (à ce poste : successeur de Jean Cruppi et prédécesseur de Raymond Poincaré), du 27 janvier 1911 au 9 janvier 1912, date de sa démission. Lors du coup d'Agadir (1er juillet 1911), il se montra favorable à un raidissement face à l'Allemagne mais son président du Conseil, attaché au contraire à la détente des rapports franco-allemands, négocia par-dessus la tête du ministre avec le conseiller de l'ambassade d'Allemagne à Paris et confident de Guillaume II d'Allemagne. Mi-juillet, Joseph Caillaux avait interdit aux chefs d'état-major de se rendre aux convocations du ministre des Affaires étrangères. Son gouvernement démissionna après l'affaire du chemin de fer Cameroun-Congo.[Passage problématique]
Le 19 août 1911 il conclut et signe avec le baron Kurino un nouveau traité de commerce et de navigation avec le Japon.
Il est conseiller général du Tarn-et-Garonne, Canton de Verdun-sur-Garonne du 23 juin 1912 à 1924 et membre des commissions de l'armée à la Chambre des députés et au Sénat en 1913, secrétaire de l'Académie des sciences, belles-lettres et arts du département de Tarn-et-Garonne en 1914, membre d'honneur du Saint-Hubert-Club de France, no 21 rue de Clichy à Paris, de 1914 à 1927.
Président de la Commission des affaires étrangères du Sénat (de 1917 au 15 février 1921), il invite la Haute assemblée, le 11 octobre 1919, à ratifier le traité de Versailles, qui « constituait l'affirmation d'une morale internationale nouvelle et permettait toutes les espérances pour l'avenir, à condition de faire preuve de vigilance » (Bibliothèque du Sénat 18 juillet 1984).
Membre du comité de patronage de la Société des amis des missions, fondée le 20 décembre 1923, il est président du comité national d'initiative pour le rapatriement des Arméniens dans le territoire de la République arménienne en 1924. Le bureau de ce comité est composé comme suit : président, M. Justin Germain Casimir de Selves ; vice-présidents, M. Georges Leygues et Mgr Baudrillard ; secrétaires, MM. Maurice Ordinaire et Soulier ; trésorier, M. Charpentier.
Nommé ministre de l'intérieur dans le deuxième cabinet Raymond Poincaré (29 mars - 14 juin 1924) et dans le cabinet Frédéric François-Marsal (9-13 juin 1924), il succède à Maurice Maunoury et précède Camille Chautemps.
Élu trois fois président du Sénat, sous la Troisième République, du  19 juin 1924 au 14 janvier 1927, en 1927 réélu président du Sénat par 167 voix contre 116 et M. Jean Bienvenu-Martin, il fait aboutir le projet du métropolitain de Paris.
Élu membre de l'Union républicaine en 1927, administrateur du Crédit foncier de France de 1928 à 1931, membre du conseil de l'Ordre de la Légion d'Honneur au 1er janvier 1932, vice-président, en 1932-1933 de L'idée française à l'étranger (siège : 3 rue de Marivaux, Paris) dont le but est de faire de la propagande française dans les pays étrangers, mais en se servant de la langue du pays.
Il est élu par l'Institut de France au collège des conservateurs du domaine de Chantilly, dont le musée Condé entre 1933 et 1934 où il fut remplacé en avril 1934 par le général Édouard de Castelnau.

## Divers

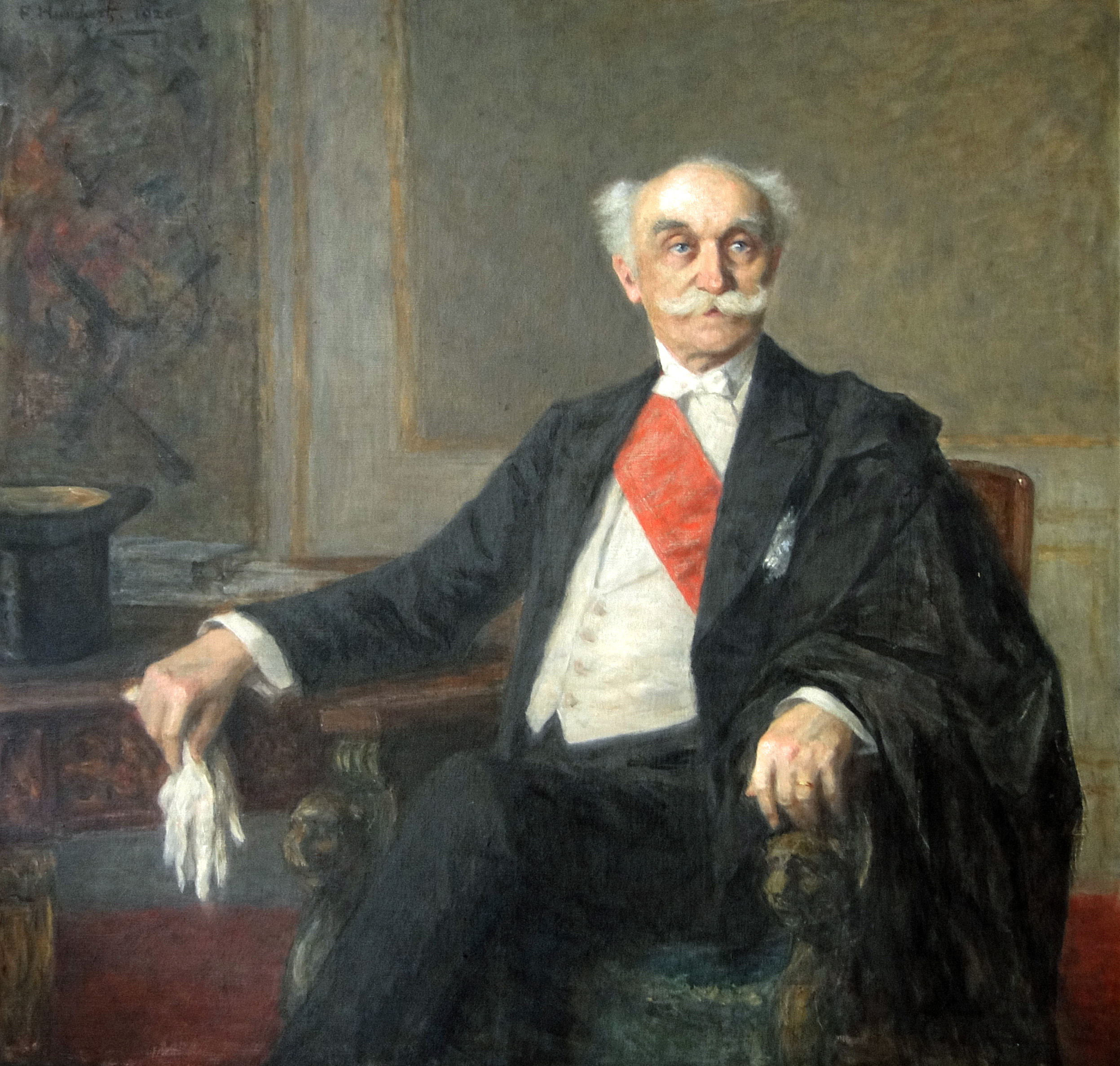
Portrait de Justin de Selves (conservé au musée de l’histoire de France à Versailles).

Marié le 31 décembre 1872 à Montauban (Tarn-et-Garonne) avec Gabrielle Félicie Camille Garrisson, fille du sénateur du Tarn-et-Garonne Gustave Garrisson (née le 15 décembre 1852 à Montauban et morte avant lui), d'où deux enfants nés également à Montauban, Gustave Lucien Gaston de Selves le 20 septembre 1874 et Jean Louis Elie de Selves le 21 octobre 1878.
Il est le neveu de Charles Louis de Saulces de Freycinet, ministre de la guerre et homme politique français.
Par testament du 26 septembre 1927 chez maître Yvon Ferré à  Montauban, après la mort de son petit-fils, il légua son domaine de Loubéjac à Sarlat-la-Canéda à l'hôpital avec usufruit à son seul fils Gustave Fulcran Germain de Selves.
Il possédait trois résidences : à Paris au 105 quai d’Orsay, à Montauban au 96 rue Lacapelle, et le château de Loubejac à Sarlat-la-Canéda (Dordogne).
Il figure sur un portrait assis de trois-quarts (1926) conservé au musée de l’Histoire de France à Versailles, huile sur toile de 120 x 126 cm, peint par Ferdinand Humbert (1842-1936). Don de son fils André Humbert, en 1934, (n° d'inventaire MV 6173, bibliographie : Constans 1980, no 2514)
Il est inhumé à Montauban (cimetière communal, impasse Maurice Bayrou), Tarn-et-Garonne.

## Hommages
La seconde plus petite avenue de Paris, l’avenue de Selves dans le 8e arrondissement, porte son nom. D'une longueur de 110 mètres, l'avenue donne sur les Champs-Élysées.
La rue Justin de Selves à Montauban porte son nom.

## Distinctions
- Chevalier de la Légion d'honneur le 31 décembre 1881[13].
- Officier de la Légion d'honneur le 29 décembre 1886.
- Commandeur de la Légion. d'honneur le 12 juillet 1890
- Grand officier de la Légion d'honneur le 18 janvier 1899.
- Grand-croix de la Légion d'honneur le 26 janvier 1906.
- Officier de l’Instruction publique.

et dignitaire de plusieurs ordres étrangers dont :
- Grand-cordon de l'Ordre de Sainte-Anne par le tsar Nicolas II de Russie en 1896.
- Grand-cordon du Royal Victorian Order (G.C.V.O.) (HONORARY), le 4 mai 1903[14].

## Publications
- Avant-propos à La Politique allemande par le prince Bernhard von Bülow, traduit de l'allemand par Maurice Herbette.
- Notice sur la vie et les travaux de M. François-Anatole Gruyer (1825 -1909), Paris, 1910.